# Walter Bosshard (Fotograf)
Walter Bosshard (* 8. November 1892 in Samstagern/Schweiz; † 18. November 1975 in Ronda/Spanien) war ein Schweizer Fotograf und Reporter. Er hat den Stil der Ende der 1920er Jahre populär gewordenen illustrierten Zeitschriften massgeblich mitgeprägt und gilt als Pionier des modernen Fotojournalismus.

«Mit seinen spektakulären Reportagen über Gandhi und Mao, den Krieg zwischen Japan und China oder seine waghalsigen Expeditionen nach Tibet, Turkestan und die Innere Mongolei, erregte er bereits um 1930 weltweites Aufsehen. Während des 2. Weltkrieges verfolgte er als Korrespondent der NZZ das Kriegsgeschehen der Alliierten.»

## Leben und Werk
Bosshard studierte in Zürich und Florenz Pädagogik und Kunstgeschichte und absolvierte in der Kantonsschule Küsnacht eine Ausbildung zum Primarlehrer. Von 1911 bis 1913 leistete er seinen Aktivdienst. Von 1914 bis 1918 war er als Lehrer in Feldmeilen tätig. Die Fotografie war zunächst nur sein Hobby, er war Autodidakt.
1919 gab Bosshard seine Lehrertätigkeit auf und ging nach Sumatra, um als Verwalter auf einer Plantage und anschließend als Edelsteinhändler im Fernen Osten zu arbeiten. 1927/28 nahm er als Techniker an der von Emil Trinkler geleiteten deutschen Zentralasien-Expedition nach Kaschmir und Xinjiang teil. Aus seinen in dieser Zeit entstandenen Fotografien entstand seine erste Fotoreportage. Seine exotischen Bilder aus fernen Ländern waren hoch begehrt, und er erhielt Aufträge von diversen Zeitschriften, wie der Berliner Illustrirten Zeitung und der Münchner Illustrierten Presse.
1929 wurde Mohammed Nadir als neuer Schah von Afghanistan gekrönt. Nur drei ausländische Journalisten waren bei der Inthronisation und den Feierlichkeiten zugelassen: der Amerikaner William L. Shirer, der Österreicher Harald Lechenperg und Walter Bosshard. 1930 wurde er vom Deutschen Photodienst (Dephot) nach Indien geschickt, wo ihm eine viel beachtete Fotoserie aus dem Privatleben Mahatma Gandhis gelang, der ansonsten die Öffentlichkeit scheute. Anschließend berichtete er aus Siam, Kambodscha, den Shan-Staaten, dem Oberen Mekongtal, Französisch Laos und Annam. 1931 war er in Nanjing, wo er eine Begegnung mit Marschall Chiang Kai-shek festhalten konnte und eine wiederum stark beachtete Fotoreportage über Mao Zedong vorlegte. Im selben Jahr machte er für die Berliner Illustrirte Zeitung einen Bildbericht über die Polarfahrt des Luftschiffs Graf Zeppelin. 1932 bereiste er auch Singapur, Bangkok, die Philippinen und Japan. 1933 dokumentierte er die Mandschurei-Krise, berichtete aus Shanghai und nahm an einer deutschen geographischen Kokonor-Expedition teil. Anschließend war er bis 1939 Korrespondent in Peking, wo er hauptsächlich für die amerikanische Agentur Black Star arbeitete. Im März 1934 erlebte er die Kaiserkrönung Puyis in Mandschukuo, von 1934 bis 1936 folgten weitere Reisen durch China, u. a. in die Innere Mongolei.
1939 wurde er Auslandskorrespondent der Neuen Zürcher Zeitung (NZZ) und arbeitete zunehmend als Reporter und weniger als Fotograf. So war er als Kriegsberichterstatter in Polen, Griechenland, Irak, Iran und Ägypten; von 1942 bis 1945 war er in Washington stationiert und Beobachter der Konferenz von San Francisco und der Anfänge der Vereinten Nationen. Von 1946 bis 1949 ging er erneut nach Peking, wo er vor dem Einmarsch der Kommunisten flüchten musste und auf seiner Flucht eine Vielzahl seiner Fotoarbeiten verlor. Von 1949 bis 1953 arbeitete er als Korrespondent im Mittleren Osten.
Ein Unfall in Korea 1953 – er stolperte über eine Baumwurzel und zog sich eine komplizierte Hüftfraktur zu – beendete seine berufliche Karriere. Er zog sich ins Privatleben zurück und lebte bis zu seinem Tod in Torremolinos und Ronda in Spanien, wo er kurz nach seinem 83. Geburtstag starb.

## Nachlässe
Paul Hofer, Bosshards Patenkind und Erbe, vermachte dem Archiv für Zeitgeschichte (AfZ) der ETH Zürich den schriftlichen Nachlass. Der Bestand umfasst tagebuchartige Aufzeichnungen und Artikelsammlungen, darunter fast vollständig die NZZ-Berichte 1939 bis 1956, weiterhin Unterlagen und Manuskripte zu seinen Büchern, ergänzt durch 20.000 Positive und Negative, Dias, Glasplatten, Grossalben und Filme. Die Fotostiftung Schweiz, bei der sich der grösste Teil der Negativsammlung sowie ergänzende Materialien befinden führte gemeinsam mit dem AfZ ein vom Schweizerischen Nationalfonds mitfinanziertes Projekt durch, dessen Ergebnis ein Gesamtverzeichnis zu beiden Beständen, eine Buchpublikation sowie 1997/98 eine Ausstellung im Kunsthaus Zürich zum Werk Bosshards war.

## Publikationen
- Durch Tibet und Turkestan, Strecker und Schröder, Stuttgart 1930.
- Indien kämpft! 1931.
- Kühles Grasland Mongolei, Deutscher Verlag, Berlin 1938.
- Erlebte Weltgeschichte. Reisen und Begegnungen eines neutralen Berichterstatters im Weltkrieg 1939-1945. Mit 44 Aufnahmen., Fretz und Wasmuth 1947.
- Gefahrenherd der Welt, Büchergilde Gutenberg 1954.
- Generäle, Könige, Rebellen. 1954.
- Thut, Geschichte aus dem Sudan, Fretz & Wasmuth 1960.
- Im goldenen Sand von Asswan, Orell Füssli 1962.

## Fotomaterial
Im Nachlass Bosshards bei der Fotostiftung Schweiz in Winterthur befindet sich umfangreiches Fotomaterial zu seinen Reisen und Bildreportagen, unter anderem
- Plantagenarbeit und Edelsteinhandel im Fernen Osten 1919-1925,
- Expeditionen 1926-1932 Kaschmir, Zentralasien, Indien, Afghanistan, Siam, Kama, Shan-Staaten, Oberes Mekongtal, Französisch-Laos, Annam, Japanisch-Chinesischer Krieg 1931/32,
- Singapur, Bangkok, Philippinen, Japan; China-Aufenthalt 1933-1939
- Deutsche Koko-Nor-Expedition, Kaiserkrönung, Reisen in Jehol und in der Mongolei, Jagd in der Mandschurei, Yangtse, Chinesisch-Japanischer Krieg 1937,
- Yenan, Siam, Kampf um Hankow; Zweiter Weltkrieg (Kriegsberichterstattung, USA) 1938-1944
- Nachkriegszeit 1945-1956

## Filme
- Peking, 1934
- Freunde in Peking, 1934
- Kaiserkrönung in Hsinking, 1934
- Mandschurei, Nr. 1, ca. 1935
- Mongolei, Teil I und II, ca. 1936
- Allerlei aus China, 1936
- Von Tientsin nach Shanghai, 1937
- Siam I, 1938
- Siam-Lobpburi, s. d.
- Evacuation Children, 1938
- Yenan, Teil I und II, 1938
- Weltausstellung in New York, 1939
- Pazifik-Kanada, 1939
- Plymouth-Rom, s. d.
- USA-Kanada 1943-1944. Von Washington nach Williamsburg – Tropfsteinhöhlen in Kanada, 1944
- Peking 1947, 1. August-Feier, Privates, 1947
- Peking: Tore, Strasse, Tempel, Zauberer, Opium, Verbotene Stadt, ca. 1954
- Grosse Mauer, Shanghai, Pagode der Macht in Lungwa, s. d.

## Dokumentarfilm
- Mathias Haentjes: Walter Bosshard – A Chinese Diary, Fruitmarket Film, Köln, 90 Min. Kino-Dokumentarfilm 2007 (DE/CH)[3]